# 女経 (1960年の映画)
『女経』（じょきょう）は、1960年1月14日に公開された吉村公三郎、市川崑、増村保造監督の日本映画である。 
第10回ベルリン国際映画祭コンペティション部門で上映された。

## 製作
大映が企画し、俳優と監督をコンビで指名して、ストーリー作りは監督各々に委ねられた。そのため、原作の内容は映画に対応しておらず、市川崑が担当した第二話の脚本は、市川の妻で脚本家だった和田夏十がノンクレジットで執筆している。

## 構成
- 第一話 「耳を噛みたがる女」 (増村保造監督)[6]
- 第二話「物を高く売りつける女」 (市川崑監督)[6]34分[7]。
- 第三話「恋を忘れていた女」 (吉村公三郎監督)[6]

## プロット
この映画は女性を中心に展開する3つの物語のシリーズである。
- 第一話は、東京のナイトクラブで働く若い女性についてである。彼女は会社に投資しているが、他方では会社のオーナーの息子を結婚で罠にかける。

- 第二話は、若い女性が不動産業者に雇われ、男性の顧客に価値のない不動産に投資するように説得する。若い女性は、当時、監督の市川が自宅を購入する過程で知り合った不動産詐欺師がモデルで、男性の顧客は、三島由紀夫をモデルにしている[8]。

- 第三話は、経済的な心配がない未亡人についてである。 彼女が好きになったのは、あなただけという昔日の男との焼けぼっくに火が付く、まもなく彼が詐欺逃亡犯として逮捕され、刑務所に送られる。本当の女の幸せを探してみようと、彼を待つ思いに浸る。

## スタッフ
- 脚本 - 八住利雄[6]
- 原作 - 村松梢風[6]
- 製作 - 永田雅一[6]
- 編集 - 中静達治[6]
- 音楽 - 芥川也寸志[6]（山葉エレクトーン使用）
- タイトルデザイン - 柳原良平
- 製作主任 - 熊田朝男
- 現像 - 東京現像所

第一話
- 監督 - 増村保造[6]
- 企画 - 藤井浩明[6]
- 撮影 - 村井博[6]
- 美術 - 山口煕[6]
- 録音 - 橋本国雄[9][1]
- 照明 - 柴田恒吉[9][1]

第二話
- 監督 - 市川崑[6]
- 企画 - 塚口一雄[6]
- 脚本 - 和田夏十（ノンクレジット）[5]
- 撮影 - 小林節雄[6]
- 美術 - 渡辺竹三郎[6]
- 録音 - 三枝康徐[10][1]
- 照明 - 田熊源太郎[10][1]

第三話
- 監督 - 吉村公三郎[6]
- 企画 - 米田治[6]
- 撮影 - 宮川一夫[6]
- 美術 - 柴田篤二[6]
- 録音 - 須田武雄[11][1]
- 照明 - 米山勇[11][1]

## キャスト
第一話 「耳を噛みたがる女」 (増村保造監督)
- 若尾文子[6] - 紀美[1]
- 川口浩[6] - 田畑正巳[1]
- 左幸子[6] - 五月[1]
- 田宮二郎[6] - 春本[1]
- 村田知栄子[6] - お辰[1]
- 平倉厚美[6] - 勝代[1]
- 春本富士夫[6] - 尾久[1]
- 小笠原まり子[6] - 田畑家の女中[1]
- 三角八郎[6] - 田井[1]
- 宮川和子[6] - キャバレーの女給[1]
- 竹里光子[6] - キャバレーの女給八重[1]
- 半谷光子[6] - キャバレーの女給浮子[1]
- 響令子[6] - キャバレーの女給蘭子[1]
- 小山内淳[6] - 山本（証券会社社員）[1]

第二話「物を高く売りつける女」 (市川崑監督)
- 山本富士子 - 土砂爪子[6]
- 船越英二 - 三原靖[6]
- 野添ひとみ - ドミノ[6]
- 菅原謙二 - 大石[6]
- 潮万太郎 - 百々[6]
- 大辻伺郎 - 人形[6]

第三話「恋を忘れていた女」 (吉村公三郎監督)
- 京マチ子[6] - お三津[1]
- 二代目 中村鴈治郎[6] - 五助[1]
- 叶順子[6] - 弓子[1]
- 根上淳[6] - 兼光[1]
- 星ひかる[6] - 庄平[1]
- 村田扶実子[6] - お文[1]
- 川崎敬三[6] - 吉須[1]
- 浦辺粂子[6] - おすぎ[1]
- 滝花久子[6] - おふみ[1]
- 見明凡太郎[6] - 医者[1]
- 早川雄三[6] - 刑事一[1]
- 黒川清司[6] - 刑事二[1]
- 市田ひろみ[6] - みどり[1]
- 南左斗子[6] - 君枝[1]
- 夏木章[6] - 男の先生A[1]
- 三田村元[6] - 男の先生B[1]
- 小野道子[6] - 女の先生[1]
- 毛利充宏[6] - 藤波[1]
- 種井信子 [6] - お由[1]
- 小柳圭子[6] - おきん[1]

## 受賞歴
- 1960年度 第34回キネマ旬報賞
  - 主演女優賞 山本富士子（『女経 (第二話)』、『濹東綺譚』）[4][12]
- 1960年 第15回毎日映画コンクール
  - スタッフ部門監督賞 市川崑（『おとうと』、『女経 (第二話)』）[4][13]
- 1960年 NHK映画賞
  - 監督賞 市川崑（『女経 (第二話)』ほか）、主演女優賞 山本富士子（『女経 (第二話)』ほか）、ベストテン第10位

## 映像ソフト
- 2008年11月21日、角川映画からDVDが発売されている。

## 同時上映
- 1960年1月14日～1月26日まで『千姫御殿』
- 1960年1月27日から『流転の王妃』